# ديسكوغرافيا بلاكبينك

أصدرت فرقة الفتيات الكورية الجنوبية بلاكبينك أسطوانتين مطولتين باللغة الكورية وسبع أغنيات فردية باللغة الكورية، كما أصدرت الفرقة ألبوم استوديو باللغة اليابانية وثلاث اسطوانة مطولة
أصدرت فرقة بلاكبينك في أول ظهور لهم لأول مرة البوم مصغر (EP) بعنوان Square One في 8 أغسطس 2016. ويتضمن أغنيتي «بومباياه» و «صافرة».  في كوريا الجنوبية، ظهرت «صافرة» لأول مرة على مخطط غاون للموسيقى، وباعت ما يقرب من 2500000 نسخة داخل كوريا الجنوبية،  واصلت الفرقة نجاحها مع إطلاق Square Two في 1 نوفمبر 2016. تتضمن الأغنية الفردية «اللعب بالنار»، التي لديها أكثر من 2500000 تنزيل معتمد في كوريا الجنوبية،  بالإضافة إلى أغنية «ستاي»، تتضمن أغنية مفردة وهي نسخة صوتية من أغنية «صافرة» الفردية.  احتل الالبوم رقم 13 على مخطط بيلبورد، والمرتبة الثانية على مخطط ألبومات العالم الأمريكي.
في 27 حزيران (يونيو) 2017، أصدرت الفرقة أغنية رقمية واحدة بدون البوم بعنوان «كما لو أنها آخر مرة»،  الأغنية هي أيضًا الأغنية الثانية للمجموعة التي تصل إلى مجموعة 2500000 تنزيل معتمد في كوريا الجنوبية، في نفس العام، في 30 أغسطس 2017، ظهرت فرقة بلاكبينك رسميًا لأول مرة في اليابان، مع البون مصغر بعنوان EP Blackpink ، والتي تضمنت إصدارات باللغة اليابانية من الاغاني الحالية للفرقة في ذلك الوقت، حقق الالبوم المصغر نجاحًا تجاريًا، حيث ظهر لأول مرة على المخطط الياباني Oricon ، وباع أكثر من 80,000 نسخة محليًا.
بعد مرور عام تقريبًا في 15 يونيو 2018، أصدرت المجموعة أول البوم مصغر لهم بعنوان Square Up ، ظهر الالبوم لأول مرة على مخطط غاون للموسيقى الكوري الجنوبي.  وصل الالبوم في المركز 40 على بيلبورد 200، والاغنية الضاربة «ددو-دو ددو-دو»، والتي أمضت ثلاثة أسابيع فوق مخطط غاون للموسيقى، كانت أيضًا أول أغنية فردية للفرقة تدخل إلى مخطط بيلبورد هوت 100 ، حيث ظهرت لأول مرة ووصلت المرتبة 55، اعتبارًا من أبريل 2019، حصلت الأغنية على شهادة البلاتين لكل من البث والتنزيلات داخل كوريا الجنوبية.  في 19 أكتوبر 2018، تعاونت الفرقة مع المطربة البريطانية دوا ليبا على أغنية «قبلة وتصالح»، وحققت الاغنية نجاح تجاري في جميع أنحاء العالم، في 5 ديسمبر 2018، أصدرت الفرقة أول ألبوم استوديو باللغة اليابانية ويضم الالبوم اغاني الفرقة مسجلة بنسخة يابانية
تم إصدار ثاني البوم مصغر للفرقة باللغة الكورية «كيل ذس لوف» رقميًا في 5 أبريل 2019، وقد تلقى الالبوم مراجعات إيجابية، وحقق نجاحًا تجاريًا، باع الالبوم أكثر من 350.000 نسخة في الصين، في الأسبوع الأول وحده، وحوالي 250.000 نسخة مادية في كوريا الجنوبية خلال الأيام الثمانية الأولى، احتل الالبوم المرتبة 24 على مخطط بيلبورد 200 ، وصلت الأغنية الرئيسية للالبوم للمرتبة 41 على بيلبورد هوت 100 أصبحت أطول أغنية لفرقة فتيات كورية جنوبية في المخطط، كما أنها كانت ثالث أغنية فردية متتالية للفرقة تصل للمرتبة 1 على مخطط بيلبورد للأغاني الرقمية العالمية.

## اسطوانات مطولة
| اسم الالبوم           | التفاصل | مراتب المخططات | مراتب المخططات | مراتب المخططات | مراتب المخططات | مراتب المخططات | مراتب المخططات | مراتب المخططات | مراتب المخططات | مراتب المخططات | مراتب المخططات | المبيعات                                                                                 | Certifications   |
| اسم الالبوم           | التفاصل | KOR            | AUS            | AUT            | CAN            | FRA            | JPN            | SWI            | UK             | US             | US World       | المبيعات                                                                                 | Certifications   |
| كوريا الجنوبية        | كوريا الجنوبية | كوريا الجنوبية | كوريا الجنوبية | كوريا الجنوبية | كوريا الجنوبية | كوريا الجنوبية | كوريا الجنوبية | كوريا الجنوبية | كوريا الجنوبية | كوريا الجنوبية | كوريا الجنوبية | كوريا الجنوبية                                                                           | كوريا الجنوبية   |
| --------------------- | --- | -------------- | -------------- | -------------- | -------------- | -------------- | -------------- | -------------- | -------------- | -------------- | -------------- | ---------------------------------------------------------------------------------------- | ---------------- |
| سكوير آب              | - الإصدار: يونيو 15, 2018 - الوكالة: واي جي إنترتينمنت - النوع: CD, تنزيل رقمي                                                    | 1              | 61             | 26             | 21             | 125            | 11             | 24             | —              | 40             | 1              | - كوريا الجنوبية 295,402 - اليابان: 16,397                                               | - KMCA: Platinum |
| كيل ذس لوف            | - الإصدار: ابريل 5, 2019 - إصدار النسخة اليابانية: أكتوبر 16, 2019 (JPN) - الشركات: واي جي إنترتينمنتYGEX - النوع: CD, تنزيل رقمي | 3              | 18             | —              | 8              | —              | 5              | —              | 40             | 24             | 1              | - كوريا الجنوبية: - 336,899 - الصين: 660,160 - اليابان: 39,211 - الولايات المتحدة: 9,100 | - KMCA: Platinum |
| اليابان               | |                |                |                |                |                |                |                |                |                |                |                                                                                          |                  |
| بلاكبينك (البوم مصغر) | - الإصدار: اغسطس 30, 2017 - الوكالة: YGEX - النوع: CD, DVD, تنزيل رقمي                                                            | —              | —              | —              | —              | —              | 1              | —              | —              | —              | —              | - اليابان: 81,450                                                                        |                  |

## التعاونات
| اسم الاغنية   | السنة | مراتب الاغنية في المخططات | مراتب الاغنية في المخططات | مراتب الاغنية في المخططات | مراتب الاغنية في المخططات | مراتب الاغنية في المخططات | مراتب الاغنية في المخططات | مراتب الاغنية في المخططات | مراتب الاغنية في المخططات | مراتب الاغنية في المخططات | مراتب الاغنية في المخططات | المبيعات     | شهادات                        | الالبوم  |
| اسم الاغنية   | السنة | KOR                       | AUS                       | CAN                       | FIN                       | GER                       | IRE                       | NZ                        | SWE                       | UK                        | US                        | المبيعات     | شهادات                        | الالبوم  |
| ------------- | ----- | ------------------------- | ------------------------- | ------------------------- | ------------------------- | ------------------------- | ------------------------- | ------------------------- | ------------------------- | ------------------------- | ------------------------- | ------------ | ----------------------------- | -------- |
| "قبلة وتصالح" | 2018  | 75                        | 33                        | 44                        | 15                        | 48                        | 15                        | 32                        | 32                        | 36                        | 93                        | - US: 11,000 | - بلاتينوم - ذهب - شهادة فضية | دوا ليبا |